# La mirada del otro
Pour plus de détails, voir Fiche technique et Distribution.
La mirada del otro (littéralement « le regard de l'autre ») est un film espagnol réalisé par Vicente Aranda, sorti en 1998.

## Synopsis
Begoña fait une psychanalyse et garde un journal vidéo de ses rencontres. À Noël, elle retrouve sa famille.

## Fiche technique
- Titre : La mirada del otro
- Réalisation : Vicente Aranda
- Scénario : Álvaro del Amo et Vicente Aranda d'après le roman de Fernando G. Delgado
- Musique : José Nieto
- Photographie : Flavio Martínez Labiano
- Montage : Teresa Font
- Production : Andrés Vicente Gómez
- Société de production : Lolafilms, Cartel Films et Vía Digital
- Pays :  Espagne
- Genre : Drame
- Durée : 104 minutes
- Date de sortie : 
  - Espagne : 20 février 1998

## Distribution
- Laura Morante : Begoña
- José Coronado : Elio
- Miguel Ángel García : Daniel
- Juanjo Puigcorbé : Ramón
- Sancho Gracia : Ignacio
- Blanca Apilánez : Isabel
- Alonso Caparrós : Luciano
- María Jesús Valdés : la mère
- Ana Obregón : Marian
- Miguel Bosé : Santiago
- Txema Sandoval : Yuyi
- Pedro Miguel Martínez : Luis
- Nuria Soler : la femme de Luis
- Miguel Cazorla : le fils
- Berta Casals : la fille
- Gerardo Giacinti : Camarero
- Eiju Okada : Yamoto
- Cristina Torrecilla : l'interprète
- Fidel Almansa : le gynécologue
- Alicia Bogo : Clara

## Distinctions
Le film a été présenté en sélection officielle en compétition lors de Berlinale 1998.